# Il nemico dei Vor
Il nemico dei Vor (Brothers in Arm) è un romanzo di fantascienza del 1989 della scrittrice statunitense Lois McMaster Bujold. Pubblicato in Italia nel 1994, appartiene al ciclo dei Vor.

## Trama
La flotta dei Liberi Mercenari Dendari è sulla Terra per procedere alle riparazioni delle astronavi ed alla cura ed al riposo dei soldati dopo le ultime avventure.
Miles Vorkosigan si deve presentare a rapporto nell'ambasciata di Barrayar per avere nuovi ordini e soprattutto il pagamento dei compensi dei suoi mercenari.
Gli ordini dal comando vengono manipolati ed il suo diretto superiore è originario del pianeta Komarr a suo tempo sottomesso dal padre di Miles, Aral Vorkosigan.
Inoltre la doppia personalità di Miles gli giocherà un brutto scherzo, o ce ne sono veramente due di lui? 

## Edizioni
- Lois McMaster Bujold, Il nemico dei Vor, traduzione di M.Cristina Pietri, collana Cosmo Argento n° 253, Editrice Nord, 1994,  p. 272.